# 背荫河镇
背荫河镇是中国黑龙江省哈尔滨市五常市下辖的一个镇。

## 行政区划
现辖：
关家村、富有村、背荫河村、兰旗村、赵戏村、郑家村和大合村。